# Doulevant-le-Château
Doulevant-le-Château é uma comuna francesa na região administrativa de Grande Leste, no departamento de Haute-Marne. Estende-se por uma área de 22,14 km². Em 2010 a comuna tinha 374 habitantes (densidade: 16,9 hab./km²).